# Бутадзиру
Бутадзиру, Тондзиру (яп. 豚汁)  — блюдо японской кухни, представляющее собой суп со свининой и овощами, заправленный мисо. По сравнению с обычным супом мисо бутадзиру является более питательным и имеющим большее количество ингредиентов, добавленных в суп.

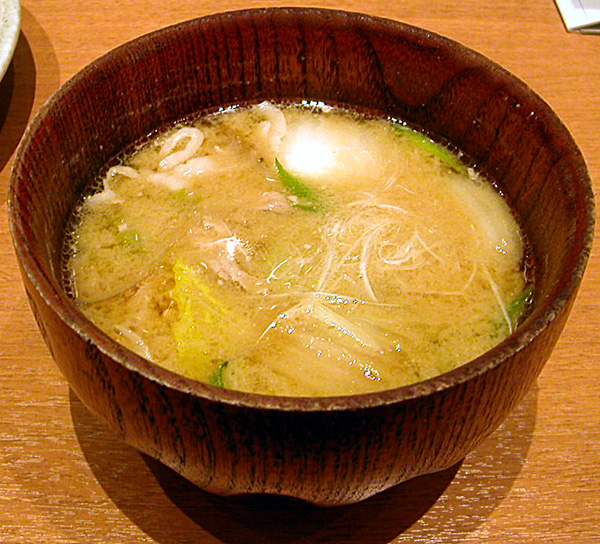

Основой блюда являются тонко нарезанные кусочки свинины и овощи, которые отвариваются в даси и затем заправляются мисо для придания вкуса. Дополнительными ингредиентами могут быть грибы, картофель, батат, тофу, морковь и различные другие овощи; вместо свинины иногда может использоваться слегка обжаренный (не хрустящий) бекон.

## Этимология
Японский иероглиф, обозначающий свинью (豚), по-японски может произноситься либо как «бута», либо как «тон». Говорят, что название бутадзиру доминирует в Западной Японии и на Хоккайдо, в то время как в Восточной Японии более распространено — тондзиру.
Вариант блюда со сладким картофелем, которое подавали лыжникам на горнолыжных курортах префектуры Ниигата примерно до 1960 года, известен как сукии-дзиру («лыжный суп»).